# Dryas
Dryas L., 1753 è un genere di piante spermatofite dicotiledoni appartenenti alla famiglia delle Rosaceae, dall'aspetto di piccole erbacee perenni con grandi fiori.
Il genere Dryas comprende specie i cui fiori hanno un insolito numero di sepali - petali (8) per la famiglia delle Rosaceae che normalmente sono cinque. È caratteristico inoltre il fatto che il calice  costituisce un unico organo (i sepali del calice formano un unico verticillo, non un insieme di brattee come in altri fiori). Inoltre gli stili derivano da due lunghe setole piumose come per alcune piante delle Ranunculacee (Pulsatilla montana, chiamata anche Anemone pulsatilla oppure le specie del genere Clematis – Clematide) evidenziando così un possibile collegamento fra le due famiglie (Rosaceae e Ranunculaceae).

## Etimologia
È la forma delle foglie che ha dato il nome al genere, queste infatti sono molto simili alla quercia che in greco si dice Drys ( = quercia). Linneo, che per primo usò tale nome per questa pianta, fece riferimento alle Driadi, antiche divinità mitologiche che vivevano nei boschi e che gli antichi greci credevano immortali ed eterne come le querce.

Altri botanici (Carolus Clusius, Lobel de Mathieu (1538-1616) medico e botanico e Jacques Daléchamps (1513-1588) medico e naturalista francese), sempre attirati dai contorni fogliari che ricordano la morfologia delle foglie della quercia, chiamarono diversamente queste piante Chamaedrys; nome che rimane in qualche sinonimo.

## Descrizione
Le piante di questo genere sono considerate semi – arbustive. La forma biologica prevalente di questo genere è definita come camefita reptante (Ch. rept.)  : piante con gemme perennanti situate in posizione basale (massimo 20 cm dal suolo) e con portamento strisciante.

### Radici
Le radici sono del tipo fibroso.

### Fusto
Il fusto alla base può essere legnoso e comunque sempre strisciante.

### Foglie
Le foglie sono semplici, alterne, picciolate a lamina intera o crenata. La pagina inferiore della foglie è sempre tomentosa  e biancastra. Sul picciolo fogliare (peloso) sono presenti delle esili stipole.

### Infiorescenza
L'infiorescenza generalmente è composta da fiori solitari portati su sottili e lunghi peduncoli.

### Fiori
I fiori sono grandi di colore bianco o giallognolo; sono ermafroditi  e attinomorfi.
- Calice: il calice  è composto da 6 – 10 sepali (normalmente 8) e sono persistenti. Questi sepali inoltre formano un unico verticillo: si tratta di un organo unico (e non epicalice e calice separati).
- Corolla: i petali della corolla sono tanti quanti i sepali del calice   (6 – 10); hanno la forma ovale o obovata.
- Androceo: gli stami, disposti in due serie,  sono numerosi ed hanno i filamenti subulati (terminanti con una punta).
- Gineceo: anche i pistilli (sessili) sono numerosi; lo stilo terminale è persistente e nel frutto achenio si allunga ulteriormente. L'ovario è semi – infero  con numerosi carpelli.

### Frutti
I frutti di queste piante sono composti da numerosi acheni sormontati da una lunga coda piumosa per facilitare al massimo la propagazione dei semi per mezzo del vento.

## Distribuzione e habitat
La distribuzione geografica del genere è decisamente Artico-Alpino. È diffusa quindi fra lo Spitzbergen, con l'Islanda e le montagne Balcaniche, Alpi e Pirenei. Non discende verso il Mediterraneo centrale. Nell'America del Nord è diffusa analogamente alle corrispondenti latitudini e altitudini europee.
È comune sia sui micascisti che terreni calcarei.

## Tassonomia

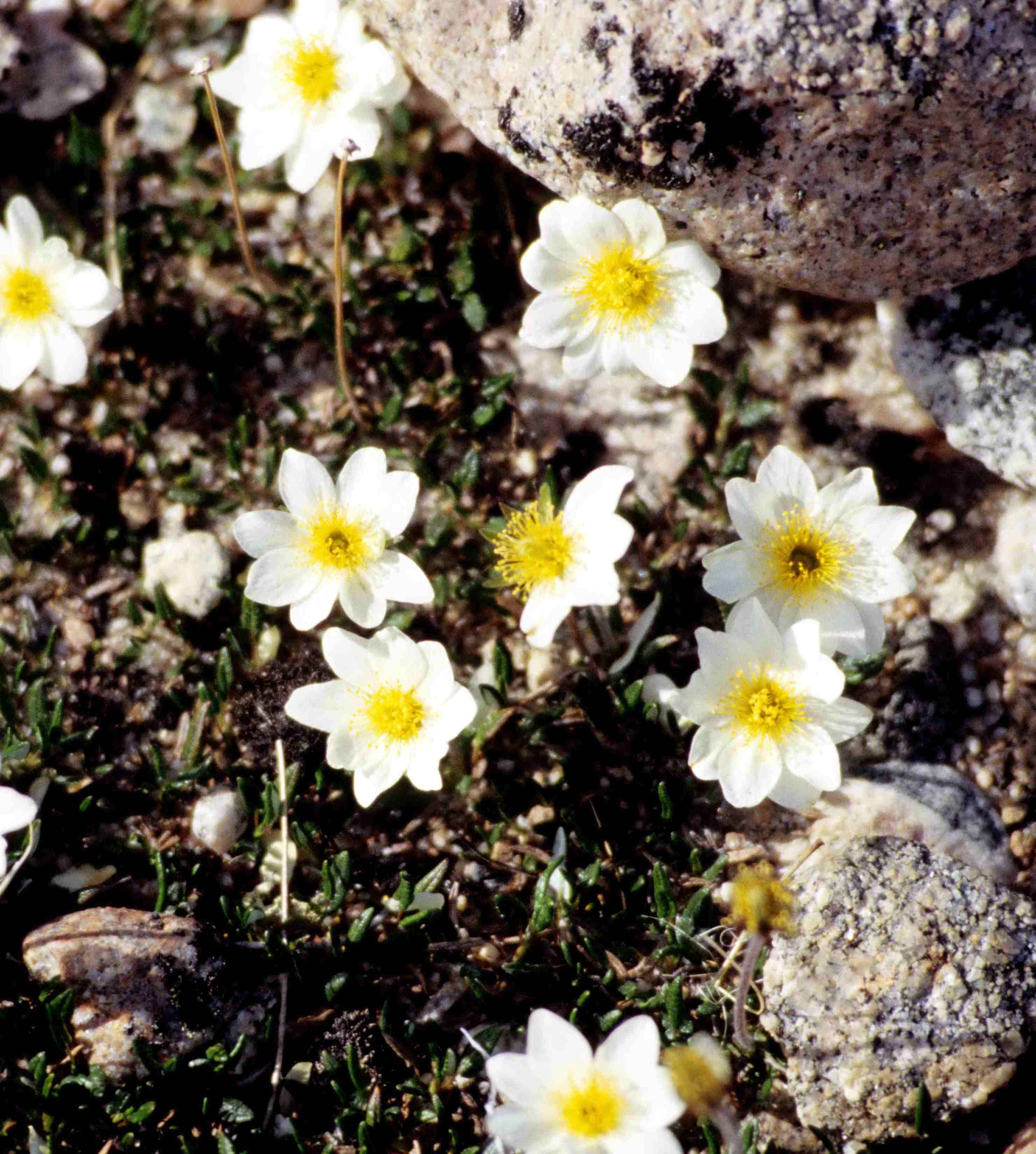
Dryas integrifolia

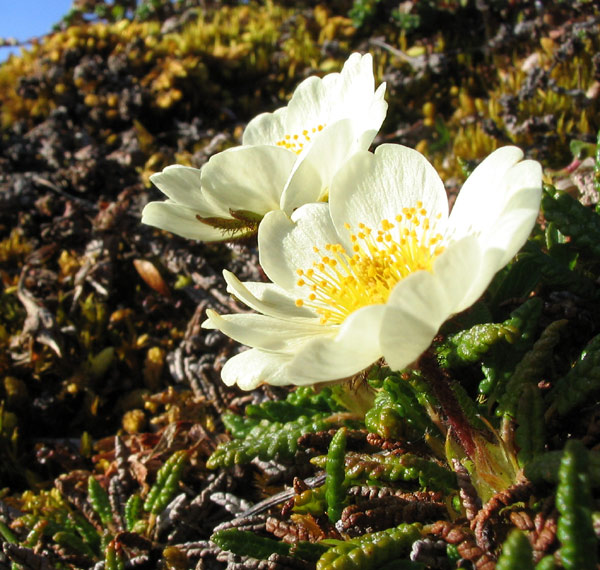
Dryas octopetala

Il genere comprende le seguenti specie:
- Dryas ajanensis Juz.
- Dryas alaskensis Porsild
- Dryas × chamissonis Spreng. ex Juz.
- Dryas drummondii Richardson ex Hook.
- Dryas grandis Juz.
- Dryas hookeriana Juz.
- Dryas incisa Juz.
- Dryas integrifolia Vahl
- Dryas × lewinii Rouleau
- Dryas octopetala L.  – camedrio alpino
- Dryas oxyodonta Juz.
- Dryas sumneviczii Serg.
- Dryas viscosa Juz.